# Alaptőke
Az alaptőke olyan erőforrás, amely általában egy szervezet,  cég alapításához, működésének megindításához szükséges; a jegyzett tőke egyik formája.  
Részvénytársaságnál az alaptőke  a részvényesek által összeadott induló vagyon, más szóval az az összeg, amelyet az alapításkor a részvényekért fizettek (a részvények névértékének összessége).

## Magyarországon
Magyarországon az alaptőke a részvénytársaságoknál játszik nagy szerepet az 1840-es évektől. 
Az Uj Idők lexikona 1936-ban így írt erről:

„... a részvénytársaság tiszta vagyonának az a része, amely bizonyos előre meghatározott számú és egyenlő névértékű részvények befizetése által jön létre. Az alaptőke  a részvénytársaság megindulásakor annak egész tőkéjét jelenti. Az alaptőke megváltoztatása, emelése v. csökkentése csak közgyűlési határozattal történhetik. A nyereség az alaptőkéhez nem adható hozzá, a veszteség abból nem vonható le. Ezzel szemben joga van a részvénytársaságnak arra, hogy az alaptőke  mellett a nyereségből tartalékalapot létesítsen és a veszteséget ebből a tartalékból fedezhesse.

A közgyűlésnek jogában áll közgyűlési határozattal az alaptőke  felemelését elrendelni. A közgyűlési határozat értelmében az igazgatóság teszi meg a szükséges lépéseket az új részvények kibocsátására. Az alaptőke felemelésénél a régi részvényeseknek rendesen elővételi jogot biztosítanak, ami azt jelenti, hogy a kibocsátandó új részvényeket elsősorban — s rendesen a piaci árnál kedvezőbb feltételekkel — a régi részvényesek vehetik át. Néha az alaptőke-emelést arra használják, hogy általa egy más vállalatot átvegyenek s annak tulajdonosait az új részvényekkel kártalanítsák.”

### A mai magyar Polgári Törvénykönyvben
A részvénytársaság olyan gazdasági társaság, amely előre meghatározott darabszámú részvényből és névértékű részvényből álló alaptőkével működik. A részvényes kötelezettsége a részvénytársasággal szemben a részvény névértékének vagy kibocsátási értékének szolgáltatására terjed ki.  A részvénytársaság  alapszabályának - az általánosan kötelező tartalmi elemeken túl - tartalmaznia kell az alaptőke összegét.
Magyarországon a zártkörűen működő részvénytársaság alaptőkéje legalább 5.000.000 Ft, míg a nyilvánosan működő részvénytársaság alaptőkéje 20.000.000 Ft. Az ágazati szabályok a Ptk.-hoz képest szigorúbb rendelkezéseket állapíthatnak meg: így például bank alapításához legalább 2.000.000.000 Ft szükséges.
Tilos a részvénytársaság alapítása során a részvénytársaság részvényeseit és alaptőkéjét nyilvános felhívás útján gyűjteni.

### Az alaptőke emelése
A Ptk. 3:293. §-ával összhangban, az alaptőke felemelésének négy lehetséges esete: 
- új részvények forgalomba hozatalával,
- az alaptőkén felüli vagyon alaptőkévé alakításával,
- dolgozói részvények kibocsátásával és
- átváltoztatható kötvények részvénnyé változtatásával.[7]

### Büntetőjogi kérdések
A Büntető Törvénykönyvben  a tartozás fedezetének elvonása bűncselekmény szerepel. Az alapesetben vétség, minősített esetben bűntett – többek között – az alaptőke fedezetének elvonására is vonatkozik.